# Обербилиг
Обербилиг (њем. Oberbillig) општина је у њемачкој савезној држави Рајна-Палатинат. Једно је од 103 општинска средишта округа Трир-Сарбург. Према процјени из 2010. у општини је живјело 959 становника. Посједује регионалну шифру (AGS) 7235096.

## Географски и демографски подаци
Обербилиг се налази у савезној држави Рајна-Палатинат у округу Трир-Сарбург. Општина се налази на надморској висини од 148 метара. Површина општине износи 5,4 km². У самом мјесту је, према процјени из 2010. године, живјело 959 становника. Просјечна густина становништва износи 179 становника/km².